# Allium trachyscordum
Allium trachyscordum är en amaryllisväxtart som beskrevs av Aleksei Ivanovich Vvedensky. Allium trachyscordum ingår i släktet lökar, och familjen amaryllisväxter. Inga underarter finns listade i Catalogue of Life.